# Invalda LT
Invalda LT ist eine litauische Investmentgesellschaft. Sie ist an der Börse Vilnius gelistet.

## Geschichte
1991 wurde das Unternehmen "Invalda" (Präsident Stasys Poškus) gegründet und ab 1995 bei NASDAQ OMX Vilnius börsennotiert. Sie war aktiv in Litauen und Polen. "Invalda" war einer der größeren litauischen Konzerne. Dem Konzern gehörten neben Industrieunternehmen auch der größte litauische Finanzmakler-Unternehmen "Finasta" (jetzt eine Investmentbank).  
2010 erzielten die kontrollierten und assoziierten Unternehmen von "Invalda" den Umsatz von 550 Mio. Euro und hatten über 5000 Mitarbeiter. Der Wert der Mergers & Acquisitions betrug 0,5 Mrd. Euro.
Großaktionäre waren Dailius Juozapas Mišeikis (15,09 %), Alvydas Banys (11,92 %), Vytautas Bučas (13,07 %), Darius Šulnis. 
Mai 2013 wurde AB "Invalda" zu AB „Invalda LT“ und daneben gründete man die andere schuldenfreie Investmentgesellschaft AB „Invaldos privatus kapitalas“ (Vorstand: Vytautas Bučas, Indrė Mišeikytė ir Dalius Kaziūnas).

## Vorstand
Alvydas Banys (Vorsitzender), Indrė Mišeikytė und Darius Šulnis (Präsident). 